# (73759) 1994 CQ15
(73759) 1994 CQ15 – planetoida z pasa głównego asteroid okrążająca Słońce w ciągu 5,47 lat w średniej odległości 3,1 j.a. Odkryta 8 lutego 1994 roku.